# Love, Rosie
Love, Rosie is een Brits-Duitse romantische filmcomedy uit 2014 onder regie van Christian Ditter. De film is gebaseerd op de roman Where Rainbows End (Nederlandse titel: Voor altijd) uit 2004 van de Ierse schrijfster Cecelia Ahern.

## Verhaal
De Engelse Rosie Dunne en Alex Stewart ontmoeten elkaar op de kleuterschool en zijn vanaf dat moment boezemvrienden. Hun relatie is jarenlang puur platonisch, tot het laatste jaar van hun tijd op de middelbare school. Tijdens het uitgaan zoent Alex Rosie. Zij valt enkele momenten later alleen stomdronken van haar barkruk en blijft laveloos op de grond liggen. Wanneer Alex Rosie de volgende dag opzoekt, verklaart zij dat ze totaal niets meer weet van de vorige avond. Ze bedoelt dit letterlijk, maar hij vat het op als ontkenning van wat er tussen hen is gebeurd. Ontmoedigd vraagt hij daarom niet haar, maar jaargenoot Bethany mee naar hun laatste schoolfeest voor hun afstuderen. Rosie gaat op haar beurt in op een uitnodiging van Greg, met wie ze aan het eind van de avond een rommelige onenightstand heeft.
Alex wil dokter worden en Rosie hotelmanager. Ze spreken af om samen te gaan studeren in de Verenigde Staten; hij aan Harvard, zij in Boston. Vlak voor ze allebei moeten vertrekken, komt Rosie er alleen achter dat ze zwanger is. Ze verzwijgt dit voor Alex. Wanneer ze hem uitzwaait op het vliegveld, weet hij niet beter dan dat zij hem twee weken later achterna zal vliegen, maar dat gebeurt niet. Rosie is van plan haar kind af te staan voor adoptie, maar zodra dochtertje Katie ter wereld komt, ziet ze daar vanaf. In plaats van te gaan studeren, gaat ze als schoonmaakster in een hotel werken om als alleenstaande moeder voor haar dochter te kunnen zorgen. Alex komt niet achter de waarheid voor Bethany Rosie een jaar later ziet met een kinderwagen en hem dit vertelt.
In meer dan tien jaar die volgen, beseffen Alex en Rosie op verschillende momenten wat ze echt voor elkaar voelen. Alleen telkens wanneer een van hen dit wil vertellen aan de ander, blijkt die net een nieuwe partner, trouwplannen of een kind op komst te hebben.

## Rolverdeling
| Acteur          | Personage    |
| --------------- | ------------ |
| Lily Collins    | Rosie Dunne  |
| Sam Claflin     | Alex Stewart |
| Tamsin Egerton  | Sally        |
| Suki Waterhouse | Bethany      |
| Jaime Winstone  | Ruby         |
| Christian Cooke | Greg         |
| Lily Laight     | Katie Dunne  |
| Nick Lee        | Herb         |

## Productie
Het filmen begon in mei 2013 en vond plaats in achtereenvolgens Toronto en Dublin. De film kreeg matige kritieken van de critici en redelijk goede kritieken van de toeschouwers. De film ging in première op 17 oktober op het Philadelphia International Film Festival.